# Championnat de Bosnie-Herzégovine de football 2023-2024
Navigation
Édition précédente Édition suivante
La saison 2023-2024 du championnat de Bosnie-Herzégovine de football est la 32e édition du championnat de Bosnie-Herzégovine de football (la 24e saison avec toutes les équipes composant la fédération de Bosnie-et-Herzégovine).
Le championnat oppose les douze meilleurs clubs de Bosnie-Herzégovine en une série de trente-trois rencontres, où chaque équipe se rencontre trois fois. Le premier est sacré champion, tandis que les deux derniers sont relégués en deuxième division.
Les trois premières places sont qualificatives pour les compétitions européennes (1 place au premier tour de qualification en Ligue des champions 2024-2025 et 2 au premier tour de qualification en Ligue Conférence 2024-2025). Une autre place au deuxième tour de qualification de la Ligue Conférence est garantie au vainqueur de la Coupe de Bosnie-Herzégovine.
Le HŠK Zrinjski Mostar est le tenant du titre, en fin de saison le FK Borac Banja Luka remporte son troisième titre de champion en terminant à la première place du championnat.

## Participants
- HŠK Zrinjski Mostar
- FK Borac Banja Luka
- FK Željezničar Sarajevo
- FK Sarajevo*
- NK Široki Brijeg
- FK Velež Mostar
- FK Tuzla City
- FK Igman Konjic
- FK Sloga Doboj
- NK Posušje
- NK GOŠK Gabela - promu de D2
- FK Zvijezda 09 - promu de D2

## Compétition

### Classement
Le classement est établi sur le barème de points classique (victoire à 3 points, match nul à 1, défaite à 0).
Pour départager les égalités si le titre, la qualification européenne ou la relégation est en jeu, on tient d'abord compte des confrontations directes (points, buts marqués, buts marqués à l'extérieur), puis de la différence de buts générale et en dernier recours les deux équipes jouent une rencontre d'appui sur terrain neutre.
Sinon, on tient d'abord compte de la différence de buts générale et du nombre de buts marqués.
| Rang | Équipe                  | Pts  | J  | G  | N  | P  | Bp | Bc | Diff |
| ---- | ----------------------- | ---- | -- | -- | -- | -- | -- | -- | ---- |
| 1    | FK Borac Banja Luka     | 78   | 33 | 24 | 6  | 3  | 68 | 26 | +42  |
| 2    | HŠK Zrinjski MostarT,C  | 76   | 33 | 24 | 4  | 5  | 76 | 27 | +49  |
| 3    | FK Velež Mostar         | 59   | 33 | 16 | 11 | 6  | 50 | 28 | +22  |
| 4    | FK Sarajevo             | 53-3 | 33 | 16 | 8  | 9  | 57 | 38 | +19  |
| 5    | NK Posušje              | 48   | 33 | 13 | 9  | 11 | 35 | 29 | +6   |
| 6    | FK Željezničar Sarajevo | 43   | 33 | 13 | 4  | 16 | 35 | 36 | -1   |
| 7    | FK Sloga Doboj          | 42   | 33 | 13 | 3  | 17 | 37 | 50 | -13  |
| 8    | NK Široki Brijeg        | 39   | 33 | 11 | 6  | 16 | 37 | 45 | -8   |
| 9    | NK GOŠK Gabela P        | 34   | 33 | 8  | 10 | 15 | 38 | 64 | -26  |
| 10   | FK Igman Konjic         | 33   | 33 | 9  | 6  | 18 | 40 | 67 | -27  |
| 11   | FK Tuzla City           | 27   | 33 | 7  | 6  | 20 | 45 | 69 | -24  |
| 12   | FK Zvijezda 09 P        | 21   | 33 | 6  | 3  | 24 | 33 | 72 | -39  |

Qualifications européennes
Ligue des champions 2024-2025
- 1er : 1er tour de qualification

Ligue Conférence 2024-2025
- C : 2e tour de qualification

- 3e et 4e : 1er tour de qualification

Relégation
- 11e et 12e : relégation en Prva Liga

Abréviations
- Le FK Sarajevo a une pénalité de trois points, les joueurs ayant quittés le terrain lors d'un match de Coupe de Bosnie-Herzégovine de football pour protester contre une décision arbitrale [2].

## Bilan de la saison
| Championnat de Bosnie-Herzégovine de football 2023-2024                        |                                |
| Champion                                                                       | FK Borac Banja Luka (3e titre) |
| Dauphin                                                                        | HŠK Zrinjski Mostar            |
| Coupes et trophées                                                             |                                |
| Vainqueur de la Coupe de Bosnie-Herzégovine 2023-2024                          | HŠK Zrinjski Mostar            |
| Qualifications continentales                                                   |                                |
| Ligue des champions de l'UEFA 2024-2025                                        | FK Borac Banja Luka            |
| Ligue Conférence 2024-2025                                                     | HŠK Zrinjski Mostar            |
| Ligue Conférence 2024-2025                                                     | FK Velež Mostar                |
| Ligue Conférence 2024-2025                                                     | FK Sarajevo                    |
| Promotions et relégations                                                      |                                |
| Promus en Championnat de Bosnie-Herzégovine de football                        | FK Radnik Bijeljina            |
| Promus en Championnat de Bosnie-Herzégovine de football                        | FK Sloboda Tuzla               |
| Relégués en Championnat de Bosnie-Herzégovine de football de deuxième division | FK Tuzla City                  |
| Relégués en Championnat de Bosnie-Herzégovine de football de deuxième division | FK Zvijezda 09                 |